# Carol Stream
Carol Stream est une ville américaine de la banlieue de Chicago, dans le comté de DuPage, en Illinois. Officialisée municipalité le 5 janvier 1959, la ville porte le nom de la fille du fondateur du village initial, Jay Stream. La population de Carol Stream comptait 40 438 habitants selon le 22e recensement des États-Unis de 2000.